# HC Milano
Der Hockey Club Milano war ein italienischer Eishockeyclub aus Mailand. Der Club wurde im Jahre 1924 gegründet und war einer der Mitbegründer der Serie A als höchste italienische Eishockeyliga. Über die Jahre seines Bestehens wurde er mehrfach umbenannt, zunächst in Associazione Disco Ghiaccio Milano und später in Hockey Club Milano Inter.

## Geschichte

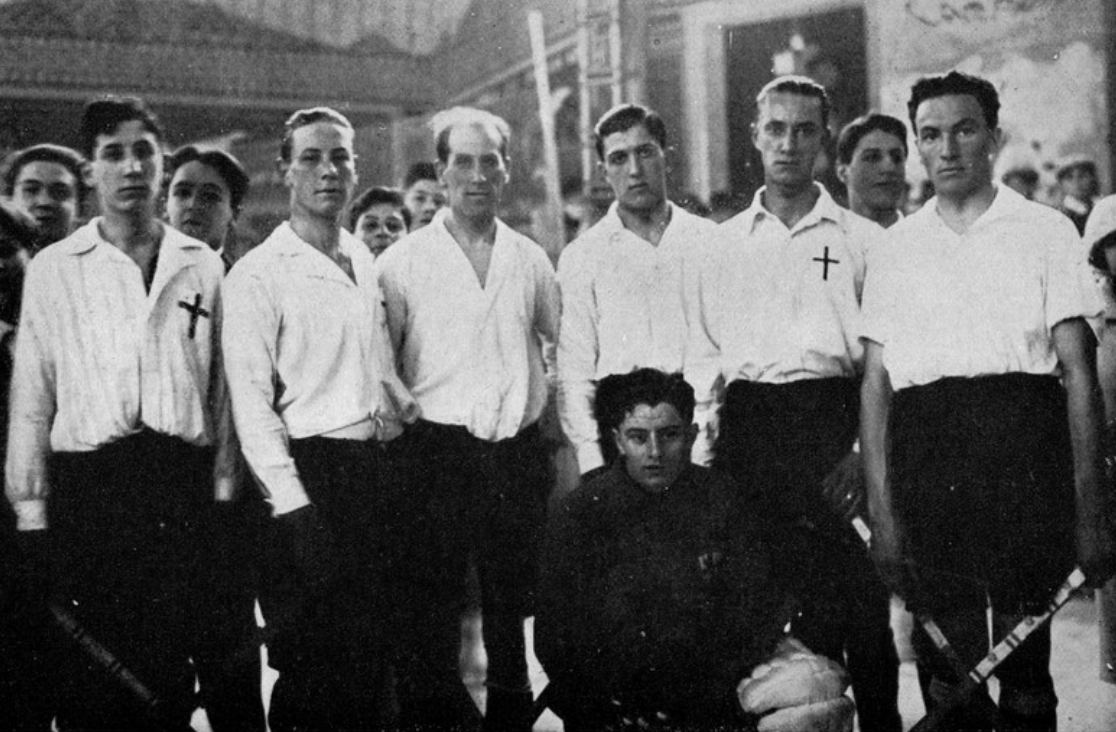
Spieler des HC Milano (1924)

Der HC Milano wurde 1924 von einer Gruppe Mailänder Sportler, hauptsächlich Rollschuhläufern des Milan Skating Hockey Clubs, gegründet. Anlass dazu waren die Olympischen Winterspiele im gleichen Jahr in Chamonix, bei denen die Eishockey-Wettbewerbe eine breite Öffentlichkeit erfuhren. Der HC Milano war damit die erste Mannschaft in Italien, zuvor waren nur vereinzelt Eishockeyspiele beim Circolo Pattinatori del Valentino in Turin ausgetragen worden.

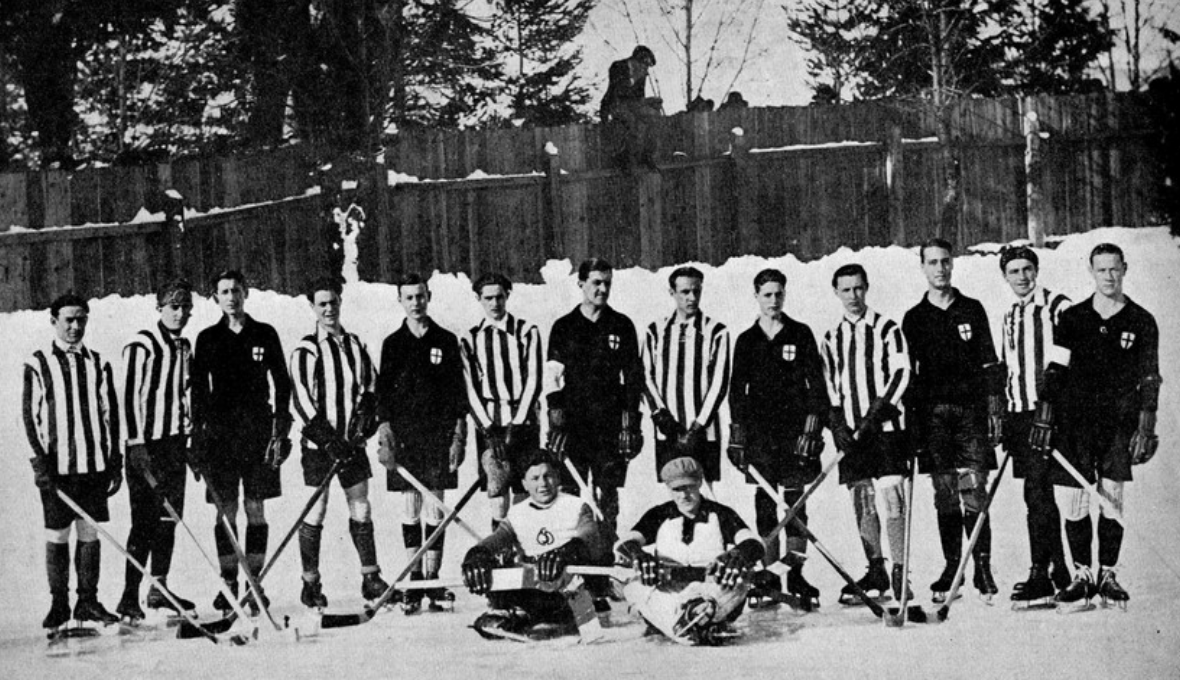
Spieler des HC Milano und des HC Cortina (1929)

Im Jahr seiner Gründung nahm der Club an der ersten Coppa Cinzano teil, die zwei Jahre später als erste italienische Meisterschaft anerkannt wurde, und gewann diese sowie die beiden folgenden Ausgaben.
In den Jahren 1928 und 1929 wurde keine Meisterschaft ausgetragen, anschließend gewann der HC Milano die Meistertitel 1930, 1931, 1933 und 1934. 1935 wurde der Verein im Zuge der Italianisierung in Associazione Disco Ghiaccio Milano (ADG Milano) umbenannt. Nach der Saison 1937/38 erfolgte auf Druck des Italienischen Eissportverbandes (FISG) die Fusion mit dem HC Diavoli Rossoneri Milano und es entstand die Associazione Milanese Disco Ghiaccio Milano – AMDG. Damit wurde das Ziel der Förderung des Sports in Italien in der Vorbereitung für die Olympischen Winterspiele von 1940 verfolgt. 1937, 1938 und 1941 wurde wiederum die Meisterschaft gewonnen – 1939 und 1940 wurde kein Meister ermittelt.
Nach dem Zweiten Weltkrieg wurde der wieder abgespaltene HC Milano 1947, 1948 und 1950 Meister und musste nur 1949 dem HC Diavoli Rossoneri Milano den Vortritt lassen. Die zweite Mannschaft des Clubs belegte oft ebenfalls zweite und dritte Plätze und machte sich 1947 als Amatori Milano selbständig. Durch eine Vereinbarung der Clubs wurde der HC Milano 1950 unabhängiges Mitglied des Fußballklubs Inter Mailand und trat fortan als HC Milano Inter an. Bis 1955 wurden fünf weitere Meistertitel gewonnen.
1956 fusionierte der Club aufgrund finanzieller Probleme erneut mit dem HC Diavoli Rossoneri Milano zum Milan Inter HC.

## Erfolge
- 15-facher Italienischer Meister: 1925, 1926, 1927, 1930, 1931, 1933, 1934, 1937, 1947, 1948, 1950, 1951, 1952, 1954, 1955
- Zweifacher Sieger des Spengler Cups: 1953 und 1954